# کنگستو د بالدابیا
کنگستو د بالدابیا (به اسپانیایی: Congosto de Valdavia) یک شهرستان در اسپانیا است که در استان پالنسیا واقع شده‌است.

## خصوصیات
کنگستو د بالدابیا ۶۸ کیلومترمربع مساحت و ۲۳۹ نفر جمعیت دارد.